# 1928 a sportban
1928 főbb sporteseményei a következők voltak:
- Nyári olimpiai játékok – Amszterdam, Hollandia
- Asztalitenisz-világbajnokság Stockholmban. A magyar csapat négy aranyérmet nyer.
- A II. sakkolimpia Hágában. A magyar férfi csapat aranyérmet nyer.
- Főiskolai világbajnokság Párizsban. A magyar csapat nyolc arany-, nyolc ezüst- és tíz bronzérmet nyer.
- Az FTC nyeri az NB1-et. Ez a klub 11. bajnoki címe.

## Születések
- január 1. – Costică Toma, román labdarúgó († 2008)
- január 7. – Hriszto Mladenov, bolgár labdarúgóedző († 1996)
- január 10. – Hódos Imre, olimpiai bajnok magyar birkózó († 1989)
- január 18. – Keresztes Attila olimpiai bajnok magyar kardvívó († 2002)
- február 5. – Don Hoak, World Series bajnok amerikai baseballjátékos († 1969)
- február 6. – Varasdi Géza, olimpiai bronzérmes, Európa-bajnok magyar atléta
- február 9. – Rinus Michels, holland válogatott labdarúgó, Európa-bajnok és világbajnoki ezüstérmes edző († 2005)
- február 19. – Léon Glovacki, francia válogatott labdarúgó, edző († 2009)
- február 20. – Kalevi Lehtovirta, finn válogatott labdarúgó, csatár, edző († 2016)
- február 23.
  - François Remetter, világbajnoki bronzérmes francia válogatott labdarúgó
  - André Strappe, francia válogatott labdarúgó († 2006)
- február 29. – Ivan Havrilovics Bohdan, olimpiai és világbajnok szovjet-ukrán birkózó († 2020)
- március 25. – Roald Aas, olimpiai bajnok norvég gyorskorcsolyázó († 2012)
- március 28. – Ivar Aronsson, olimpiai ezüstérmes svéd evezős († 2017)
- március 29. – Henry Brault, francia rövidtávfutó, olimpikon († 2020)
- március 31. – Gordie Howe, (Mr. Hockey), négyszeres Stanley-kupa-győztes, HHOF-tag kanadai jégkorongozó († 2016)
- április 16. – Gilbert Fesselet, svájci válogatott labdarúgó
- április 24. – Tommy Docherty, skót válogatott labdarúgó, edző († 2020)
- április 30. – Günther Ullerich, olimpiai bronzérmes német gyeplabdázó († 2007)
- május 13. – Eugène Van Roosbroeck, olimpiai bajnok belga kerékpárversenyző († 2018)
- május 27. – Dick Schnittker, NBA-bajnok amerikai kosárlabdázó († 2020)
- június 16. – John Cuneo, olimpiai bajnok ausztrál vitorlázó († 2020)
- június 19.
  - Jacques Dupont, olimpiai bajnok francia kerékpárversenyző († 2019)
  - Margaret Maughan, paralimpiai bajnok brit úszó, íjász, dartcherys és bowlsozó († 2020)
- június 20.
  - Enrique Baliño, olimpiai bronzérmes és Dél-Amerika-bajnok uruguayi kosárlabdázó († 2018)
  - Engler Lajos, jugoszláv válogatott szerb kosárlabdázó († 2020)
- június 26. – René Steurbaut, belga válogatott kosárlabdázó, olimpikon († 2019)
- június 28. – Johnny Hart, angol labdarúgó, csatár, edző († 2018)
- július 13. – Sven Davidson, svájci teniszező († 2008)
- július 15. – Benkő Pál, magyar-amerikai nemzetközi sakknagymester, magyar bajnok, amerikai bajnok († 2019)
- július 23. – Cyrus Young, olimpiai bajnok amerikai atléta, gerelyhajító († 2017)
- július 26. – Johnny Wheeler, angol válogatott labdarúgó, fedezet († 2019)
- augusztus 12. – Antonio Piraíno, pánamerikai ezüstérmes chilei díjlovagló, olimpikon († 2020)
- szeptember 4. – Dominique Colonna, világbajnoki bronzérmes francia válogatott labdarúgó
- szeptember 6. – Rudolf Vlagyimirovics Pljukfelgyer, olimpiai, világ- és Európa-bajnok német nemzetiségű szovjet súlyemelő
- szeptember 10. – Nicolás Leoz, paraguay-i sportújságíró, sportdiplomata, a CONMEBOL elnöke († 2019)
- szeptember 23. – Santiago Vernazza, argentin válogatott labdarúgó, csatár († 2017)
- szeptember 25. – Ottavio Bugatti, olasz válogatott labdarúgó, kapus († 2016)
- szeptember 26. – Niculae Nedeff, világ- és Európa-bajnok, olimpiai ezüstérmes román kézilabdaedző († 2017)
- október 1. – Hal Naragon, amerikai baseball játékos († 2019)
- október 3. – Christian d’Oriola, olimpiai és világbajnok francia tőrvívó († 2007)
- október 4. – Rip Repulski, World Series bajnok amerikai baseballjátékos († 1993)
- október 6. – Csordás György, Európa-bajnok magyar úszó († 2000)
- október 11. – Constant Huysmans, belga válogatott labdarúgóhátvéd († 2016)
- október 12. – Álvaro Salvadores, chilei és spanyol válogatott kosárlabdázó, olimpikon († 2002)
- október 17. – Jim Gilliam, World Series bajnok amerikai baseballjátékos († 1978)
- október 20. – Adamik Zoltán, Európa-bajnoki bronzérmes magyar atléta († 1992)
- október 21. – Ardico Magnini, olasz válogatott labdarúgó, edző († 2020)
- október 27. – Bencsik István magyar labdarúgó, sportvezető († 2018)
- október 28. – John Ogilvie, skót labdarúgó († 2020)
- október 30. – Raúl Cárdenas, mexikói válogatott labdarúgó, hátvéd, edző, olimpikon († 2016)
- október 31. – Vittorio Lucarelli, olimpiai és világbajnok olasz tőrvívó († 2008)
- november 1. – León Mokuna, kongói labdarúgó, csatár, edző († 2020)
- november 8. – Norm Hill, Grey-kupa-győztes kanadai kanadaifutball-játékos († 2020)
- november 12. – Bob Monahan, amerikai jégkorongozó († 2020)
- november 20. – Pete Rademacher, olimpiai bajnok amerikai ökölvívó († 2020)
- november 21. – Augustin Bubník, olimpiai ezüstérmes, világbajnok cseh jégkorongozó, edző, politikus († 2017)
- november 23. – Gurovits József, olimpiai bronzérmes magyar kajakozó († 2021)
- november 25. – Jacques Delelienne, belga atléta, magasugró, olimpikon († 2020)
- november 26. – Sándor Károly (Csikar), magyar labdarúgó, az Aranycsapat tagja († 2014)
- november 28. – Hardyal Singh, olimpiai bajnok indiai gyeplabdázó († 2018)
- december 4. – Somodi Lajos, olimpiai bronzérmes magyar tőrvívó, edző († 2012)
- december 14. – Art Foley, ír hurlingjátékos († 2019)
- december 18. – Gene Cole, olimpiai ezüstérmes amerikai futó († 2018)
- december 29. – John Kennedy, ausztrál ausztrál futballista, Australian Football Hall of Fame-tag († 2020)

## Halálozások
| Halálozás    | Név                | Nemzetiség, sportág, eredmények                                                                        | Születés       |
| ------------ | ------------------ | --- | -------------- |
| január 6.    | Alvin Kraenzlein   | olimpiai bajnok amerikai atléta                                                                        | 1876           |
| február 1.   | Hughie Jennings    | amerikai baseballjátékos, World Series bajnok menedzser, National Baseball Hall of Fame and Museum tag | 1869           |
| március 14.  | Nat Hudson         | amerikai baseballjátékos                                                                               | 1859 vagy 1869 |
| március 28.  | Kalle Mikkolainen  | olimpiai bronzérmes finn tornász                                                                       | 1883           |
| július 1.    | Charles Beachcroft | olimpiai bajnok brit krikettjátékos                                                                    | 1870           |
| november 11. | Oyster Burns       | amerikai baseballjátékos                                                                               | 1864           |
| december 1.  | Arthur Gore        | olimpiai bajnok, wimbledoni bajnok brit teniszező                                                      | 1868           |
| december 30. | Jean Collas        | olimpiai bajnok francia rögbijátékos és olimpiai ezüstérmes kötélhúzó                                  | 1874           |